# Estrella Roja de Bangui
El Red Star Bangui es un equipo de fútbol de la República Centroafricana que juega en el Campeonato de fútbol de la República Centroafricana, la primera división de Fútbol del país.

## Historia
Fue fundado en el año 1975 en la capital Bangui como la versión local del Red Star FC de París, Francia, tomando el escudo y los colores del equipo parisino.
Al año siguiente de su fundación gana el título de copa nacional por primera vez, con lo que clasifica a la Recopa Africana 1977, la que es su primera aparición en un torneo internacional, en el cual tuvo que abandonarlo cuando iba a enfrentar al Canon Yaoundé de Camerún.
En la temporada 2020/21 es finalista del campeonato nacional, perdiendo ante el DFC 8 luego de haber estado cuatro años atrás en las divisiones inferiores, aunque en ese mismo año gana otro título de copa al vencer 2-1 al AS Gbangré.

## Palmarés
- Copa de la República Centroafricana: 1

1976
- Coupe de l'investiture du Président de la République: 1

2021